# Ellissi temporale
Un'ellissi temporale è un salto temporale nella narrazione di un'opera, consistente nel non riportare gli avvenimenti avvenuti durante il periodo saltato e risultante quindi in un taglio.
Essa influisce sul tempo del racconto e sul tempo della storia, facendo sì che il primo risulti minore del secondo, ma non invertendo l'ordine cronologico. Talvolta viene evidenziata inserendo uno spazio vuoto tra due paragrafi.

## Esempi
Si possono anche trovare varie ellissi temporali in brevi racconti che narrano la vita intera di un personaggio. Un esempio potrebbe essere Il Colombre di Dino Buzzati, nel quale è presente un salto temporale di circa 40 anni. L'ellissi temporale viene usata frequentemente nei romanzi in cui influenza l'intreccio della trama, ma può anche essere utilizzata nei film.